# サーモライト

## 概要
サーモライト (THERMO LITE) とは、化学中間体・ポリマー・繊維の総合企業のインビスタ社が開発した中空ポリエステル繊維のこと。保温性に優れ、軽量。肌着やアウターなどに使用される。